# آروندل، کبک
آروندل (به فرانسوی: Arundel) بخشی در منطقه شهری له لورانتید ناحیه لورانتید در استان کبک کانادا است. در سرشماری سال ۲۰۱۱ این بخش ۵۴۹ نفر جمعیت داشته‌است و مساحت آن ۶۴٫۴۳ کیلومتر مربع است.